# Apristurus riveri
Apristurus riveri — акула з роду Чорна котяча акула родини Котячі акули. Інші назви «кубинська чорна котяча акула», «широкозяброва чорна котяча акула», «великовуха котяча акула».

## Опис
Загальна довжина досягає 46 см. Голова видовжена. Ніс вузький та довгий. Очі маленькі (близько 4 % довжини усього тіла акули), горизонтальної форми, з мигательною перетинкою. За ними розташовані невеличкі бризкальця. Ніздрі вузькі, у 1,5 коротше за відстань між ними. Присутні носові клапани. Рот широко зігнутий, довгий. Зуби дрібні, з численними верхівками, розташовані у декілька рядків. У неї 5 пар відносно довгих зябрових щілин, що дорівнюють довжині очей. Тулуб тонкий. Луска розташована щільно на шкірі. Спіральний клапан шлунка має 13-22 витка. Грудні плавці маленькі. Має 2 маленьких спинних плавця. Задній спинний плавець майже у 2 рази більше за передній. Черевні плавці низькі та округлі. Анальний плавець широкий, майже у 4 рази довше за його висоту. Хвостовий плавець вузький і довгий.
Забарвлення темно-коричневе.

## Спосіб життя
Тримається на глибині від 732 до 1461 м, у глибоководній частини континентального шельфу та острівних схилів. Малоактивна та млява акула. Полює біля дна, є бентофагом. Живиться глибоководними креветками, рачками, морськими червами, кальмарами, а також дрібною рибою.
Це яйцекладна акула. Самиця відкладає 1-2 яйця.
Не є об'єктом промислового вилову.

## Розповсюдження
Мешкає у Мексиканській затоці від узбережжя штату Техас до Флориди (США), Мексики, Куби, Гондураса, Гаїті, Панами, Колумбії, Венесуели.